# International Hockey League (1929–1936)
Die International Hockey League (IHL) war eine nordamerikanische Eishockey-Profiliga, die von 1929 bis 1936 existierte. Nach Abschluss der Spielzeit 1935/36 schloss sich die Liga mit der Canadian-American Hockey League zur International-American Hockey League zusammen. Diese wiederum wurde im Jahr 1940 die American Hockey League. Die International Hockey League ging aus der Canadian Professional Hockey League hervor, die von 1926 bis 1929 existierte. 

## Mannschaften
- Buffalo Bisons (1929–1936)
- Cleveland Falcons (1934–1936)
- Cleveland Indians (1929–1934)
- Detroit Olympics (1929–1936; Nachfolgeteam trat IAHL bei)
- Hamilton Tigers (1929–1930)
- London Tecumsehs (1929–1936)
- Niagara Falls Cataracts (1929–1930)
- Pittsburgh Shamrocks (1935–1936)
- Pittsburgh Yellow Jackets (1930–1932)
- Rochester Cardinals (1935–1936)
- Syracuse Stars (1930–1936; traten IAHL bei)
- Toronto Millionaires (1929–1930)
- Windsor Bulldogs (1929–1936)

## Meister
| Saison | Reg. Saison                                 | Playoffs          |
| ------ | ------------------------------------------- | ----------------- |
| 1930   | Cleveland Indians                           | Cleveland Indians |
| 1931   | Buffalo Bisons                              | Windsor Bulldogs  |
| 1932   | Buffalo Bisons                              | Buffalo Bisons    |
| 1933   | London Tecumsehs                            | Buffalo Bisons    |
| 1934   | Detroit Olympics                            | London Tecumsehs  |
| 1935   | Detroit Olympics                            | Detroit Olympics  |
| 1936   | West: Detroit Olympics East: Syracuse Stars | Detroit Olympics  |